# التحالف الدولي لجامعات البحث
التحالف الدولي لجامعات البحث (بالإنجليزية: International Alliance of Research Universities)‏ هي عبارة عن رابطة من عشر جامعات، تأسست في يناير عام 2006، وتهتم تلك الجامعات الأعضاء بالبحث العلمي على نحو كبير كما تتشارك في رؤيتها للتعليم العالي خصوصاً فيما يتعلق بتعليم قادة المستقبل. أول رئيس للتحالف كان هو البروفيسور إيان شوب.

## الأعضاء
الجامعات التي تنتمي إلى التحالف الدولي لجامعات البحث هي:
- الجامعة الوطنية الأسترالية
- جامعة كامبريدج
- جامعة أوكسفورد
- جامعة يايل.
- جامعة كاليفورنيا، بيركيلي
- المدرسة العليا للتقنية في زيورخ
- جامعة كوبنهاغن
- جامعة سنغافورة الوطنية
- جامعة طوكيو
- جامعة بكين

## وصلات خارجية
- موقع التحالف الدولي لجامعات البحث